# 関野作次郎
関野 作次郎（せきの さくじろう、1859年（安政6年）-1935年（昭和10年）10月12日）は明治・大正・昭和期の篤農家及び農業指導者。号は莨斎（りょうさい）または莨耕（りょうこう）。

## 略歴
- 1859年（安政6年） - 相模国大住郡名古木村（現：神奈川県秦野市名古木（ながぬき））に生まれる。
- 1896年（明治29年） - 栃木県煙草栽培実業教師に就任。
- 1897年（明治30年） - 秦野専売局秦野試験場技師の技師に就任。
- 1901年（明治34年） - 煙草種子播器を発明。
- 1905年（明治38年） - 煙草栽培技術指導講師として秋田県へ派遣される。
- 1906年（明治39年） - 煙草栽培技術指導講師として広島県へ派遣される。
- 1935年（昭和10年）10月12日 - 死去。享年77。

## その他
- 書画や和歌に通じており、農業指導や煙草栽培指導にも自作の書や歌を積極的に活用した。